# Вулиця Молодогвардійців (Мелітополь)
Вулиця Молодогвардійців — вулиця в Мелітополі. Йде на північ від провулка Олександра Тишлера і закінчується виїздом на вулицю Суворова.

## Назва
Вулиця названа на честь членів "Молодої гвардії", молодіжної антинацистської підпільної організації, яка діяла в Сорокиному (тоді Краснодон) у період німецько-радянської війни.

## Історія
Вулиця була створена 21 жовтня 1965 року. До цього вона вважалась частиною вулиці Осипенко (від № 115 та № 136 до кінця).
До цього, 13 березня 1958 року, було ухвалене рішення про прорізання та найменування іншої вулиці Молодогвардійців (від проспекта Богдана Хмельницького до теперішньої вулиці Івана Богуна, але відомостей про реалізацію цього рішення або його скасування не виявлено.